# Organieke wet
In de rechtsleer worden wetten en besluiten "organiek" genoemd wanneer zij betrekking hebben op de organen en de organisatie van de Staat en zijn onderdelen (staatsrecht). Daarnaast is in Nederland een kenmerk van een organieke wet, dat ontwerp en bestaan van die wet is opgedragen door artikel 107 van de Grondwet.
In België is voor veel organieke wetten een bijzondere meerderheid nodig.
In Frankrijk en Spanje wordt de term 'organieke wet' gebruikt voor een aparte wetgevingscategorie tussen de grondwet en de gewone wet in. De grondwet wijst aan welke aangelegenheden bij organieke wet moeten worden geregeld. Organieke wetten worden op een afwijkende wijze vastgesteld. Zo moeten ze in Spanje op grond van art. 81 van de Grondwet door het Congres van Afgevaardigden met een absolute meerderheid worden goedgekeurd. 

## Organieke wet in formele zin
Meestal wordt met een organieke wet een organieke wet in formele zin bedoeld. Hieronder wordt verstaan een besluit dat:
- voldoet aan de criteria van een wet in formele zin en
- terug te voeren is op een opdracht uit de Grondwet en
- handelt over de inrichting en de organisatie van de Staat.

Voorbeelden zijn in Nederland de Gemeentewet, de Provinciewet en de Kieswet. 

## Organieke wet/besluit in materiële zin
In bredere zin kan men onder organieke wetten ook besluiten rekenen die:
- niet voldoen aan de criteria van een wet in formele zin en
- berusten op een grondwettelijke opdracht en
- handelen over de inrichting en de organisatie van de Staat.

Voorbeelden hiervan vormen in Nederland het Reglement van Orde van de Tweede Kamer en het Reglement van Orde van de Eerste Kamer die geen wet in formele zin zijn, maar die te beschouwen zijn als een uitvloeisel van Artikel 127 van de Nederlandse grondwet.
In nog bredere zin kunnen onder organieke wetten in materiële zin ook besluiten gerekend worden die:
- niet voldoen aan de criteria van een wet in formele zin en
- niet formeel terug te voeren zijn op een grondwettelijke opdracht maar die wel
- handelen over de inrichting en de organisatie van de Staat.

Voorbeelden hiervan vormen in Nederland het Reglement van Orde voor de ministerraad en de reglementen van orde van de gemeenteraden.

## Niet-organieke wetten gebaseerd op de Grondwet (Nederland)
Naast de organieke wetten schrijft de Nederlandse Grondwet ook het bestaan van diverse andere wetten voor, die niet over de organisatie van de Staat gaan. Deze:
- voldoen aan de criteria van een wet in formele zin en
- zijn terug te voeren op een opdracht uit de Grondwet maar
- handelen niet over de inrichting en de organisatie van de Staat.

Zo schrijft artikel 107 van de Nederlandse Grondwet, het zogenaamde Codificatieartikel, de regeling van het recht in wetboeken voor, op welke opdracht het Wetboek van Strafrecht, het Burgerlijk Wetboek, het Wetboek van Strafvordering, Wetboek van Burgerlijke Rechtsvordering en de Algemene wet bestuursrecht terug te voeren zijn.